# Hans Krell
Hans Krell (ur. 1495 w Crailsheim, zm. 1586 w Lipsku) – niemiecki malarz tworzący w okresie renesansu.

## Życiorys
W latach 1522–1526 był nadwornym malarzem króla Ludwika Jagiellończyka, działał w Pradze, Budzie i Preszburgu. Z zachowanych relacji można wyczytać, że oprócz okazjonalnych zleceń namalował kilka różnych portretów pary królewskiej. Po 1526 roku przeniósł się do Lipska, jednocześnie nadal mieszkał i pracował we Freibergu, gdzie znajdowało się jego atelier. Oddawał się głównie malowaniu portretów, można nawet powiedzieć, że malował je z rozmachem. Otrzymał szereg prestiżowych zamówień, zwłaszcza na portrety członków poszczególnych rodów panujących (między innymi księcia Augusta Wettyna i jego żony Anny), stąd jego przydomek „malarz książąt”. Jego syn Johann był również malarzem.
Hans Krell jest uznawany za autora obrazu Bitwa pod Orszą od dawna kojarzonego z Lucasem Cranachem starszym, namalowanego około 1525–1535. Obraz, znajdujący się dziś w zbiorach Muzeum Narodowego w Warszawie, przedstawia bitwę stoczoną 8 września 1514 roku pomiędzy sprzymierzonymi wojskami Wielkiego Księstwa Litewskiego i Korony Królestwa Polskiego z wojskami Wielkiego Księstwa Moskiewskiego. Ze względu na bardzo wierne i szczegółowe przedstawienie bitwy, malarz musiał brać w niej udział lub stworzył swoje dzieło na podstawie relacji naocznych świadków. Autor sportretował się na obrazie ubrany na czarno nad rzeką przy pieńku, wykonując gest kadrowania.